# Sächsische Separatisten
Die Sächsischen Separatisten (SS) sind eine Anfang der 2020er Jahre aktiv gewordene mutmaßlich terroristische Vereinigung mit rechtsextremer Ausrichtung und personellen Verbindungen zur Partei Alternative für Deutschland (AfD) sowie deren ehemaligen Jugendorganisation Junge Alternative für Deutschland (JA).

## Hintergrund
Die Gruppe soll aus fünfzehn bis zwanzig Mitgliedern bestanden haben, seit spätestens November 2020 aktiv gewesen sein und sich selbst Sächsische Separatisten (SS) genannt haben. Sie propagierte rassistische, antisemitische und apokalyptische Ideologien und plante, mit Gewalt Gebiete in Sachsen und anderen ostdeutschen Ländern zu erobern, um ein am Nationalsozialismus orientiertes Staats- und Gesellschaftssystem zu errichten. In Anlehnung an Rechtsextreme in den Vereinigten Staaten nannten die Sächsischen Separatisten diese Bürgerkriegsphase „Boogaloo“. Außerdem seien als letztes Mittel „ethnische Säuberungen“ vorgesehen gewesen. Diese Säuberungen sollten Juden und Migranten betreffen, wobei sie von einem „Holocaust“ sprachen, der unweigerlich viele Tote mit sich bringen werde.
Die Mitglieder bereiteten sich auf einen Systemsturz vor, indem sie paramilitärische Trainings absolvierten. Diese umfassten Übungen im Häuserkampf, den Umgang mit Schusswaffen sowie Nacht- und Gewaltmärsche. Zudem beschaffte sich die Gruppe militärische Ausrüstung wie Tarnanzüge, Gefechtshelme und Schutzwesten.
Anfang des Jahres 2024 wurde das Bundesamt für Verfassungsschutz auf die Gruppenchats aufmerksam und schleuste demzufolge einen Vertrauensmann in die Gruppe ein. Der erste Hinweis auf die Gruppe kam aus den USA, nachdem dem FBI eine Person aus Deutschland in einem Online-Chat durch entsprechende Äußerungen aufgefallen war. Der Präsident des Bundesverfassungsschutzes, Thomas Haldenwang, ordnete die Gruppe der „Siege-Szene“ (englisch siege ‚Belagerung‘) zu, die sich an den Schriften des amerikanischen Rechtsextremisten James Mason orientiert. Sie planten, sich durch den Handel mit Militärausrüstung und NS-Devotionalien zu finanzieren. Jörg S. war dabei in den Verkauf von Schalldämpfern, Magazinen für Maschinengewehre und schusssicheren Westen involviert, wobei er Plattformen wie Kleinanzeigen und den Telegram-Kanal „Völkischer Flohmarkt“ nutzte. Der Wert der gehandelten Westen wurde auf rund 50.000 Euro geschätzt. Zusätzlich beabsichtigte S., für den „Ernstfall“ ein Lager in Polen einzurichten, in dem er militärische Ausrüstung wie Schalldämpfer und Magazine aufbewahren wollte. Die „SS“ sollten als „deutsche Zelle“ eines internationalen rechtsterroristischen Netzwerks, der „National Socialist Brotherhood“ (NSB), agieren und sich mit anderen Gruppen weltweit vernetzen. Ein Schalldämpfer soll an den österreichischen Sprengstoffexperten Alfred K. verkauft worden sein, der auch das österreichische Innenministerium berät. K. hat eine lange Geschichte in der Neonazi-Szene und enge Verbindungen zu Familie Schimanek. Neben dem Schalldämpfer soll K. auch einen Beschusstest für schusssichere Platten russischer Machart organisiert haben. Ein von der Familie Schimanek in den 1970ern angemietetes Forsthaus in der Nähe der Burgruine Kronsegg (Niederösterreich), in dem bereits Hans Jörg Schimanek jun. Wehrsportübungen der rechtsextremen Szene organisiert hatte, sollte als Stützpunkt der Sächsischen Separatisten in Österreich dienen. Dort wurde ein großes Waffenlager ausgehoben, in dem insgesamt 30 Kilogramm Munition gelagert waren. Die Munition bestand aus Geschossen aus dem Zweiten Weltkrieg, die im Erdreich aufgespürt wurden, sowie aus neuwertiger Munition. Darüber hinaus fanden die Ermittler taktische Ausrüstungsgegenstände wie Schutzwesten, einen Schalldämpfer sowie NS-Devotionalien, Fotos und Gemälde.

### Festnahmen und Waffenfunde
Am 5. November 2024 ließ die Bundesanwaltschaft acht mutmaßliche Mitglieder der Gruppierung festnehmen. Es bestehe dringender Tatverdacht der Mitgliedschaft in einer terroristischen Vereinigung. Die Festnahmen fanden in und um Leipzig, in Dresden, im Landkreis Meißen und im polnischen Zgorzelec statt. Die festgenommenen Männer waren zum Festnahmezeitpunkt im Alter von 21 bis 25 Jahren. Gleichzeitig wurden in rund 20 Objekten Durchsuchungen durchgeführt. Die Ermittlungen erfolgen in Zusammenarbeit mit dem Landeskriminalamt Sachsen, dem Bundeskriminalamt und dem Bundesamt für Verfassungsschutz. Die festgenommenen Personen werden dem Ermittlungsrichter des Bundesgerichtshofs vorgeführt, der über die Haftbefehle entscheiden wird. Die Haftbefehle gegen sieben Beschuldigte wurden in Vollzug gesetzt, Jörg Schimanek wurde am 20. Januar 2025 ausgeliefert, und der Haftbefehl wurde am 21. Januar in Vollzug gesetzt. Laut Behördenangaben werde außerdem in diesem Zusammenhang gegen sieben weitere Personen ermittelt. An der Operation waren in Deutschland mehr als 450 Sicherheitskräfte von Bundeskriminalamt, Bundespolizei und anderen Behörden beteiligt.
Nachdem nicht registrierte Schusswaffen, Munition, Schalldämpfer, Patronen für Kalaschnikow-Sturmgewehre, Einzelteile mutmaßlicher Kriegswaffen sowie die Hülse einer Mörsergranate gefunden wurden, stufen die Behörden die Gruppe als gefährlich ein. Die genaue Anzahl der Waffen und Munition war zunächst unklar. Der Verdächtige Kurt Hättasch ist laut Angaben der dpa Jäger; auch ein weiterer Beschuldigter besitzt eine waffenrechtliche Erlaubnis.

### Personen
Als mutmaßlicher Rädelsführer der militanten Gruppe soll der in Zgorzelec festgenommene Jörg Schimanek agiert haben. Er wird vom Szeneanwalt Martin Kohlmann, Vorsitzender der Freien Sachsen, verteidigt. Kurt Hättasch sitzt seit 2024 für die Alternative für Deutschland (AfD) im Stadtrat von Grimma und ist Schatzmeister der Jungen Alternative in Sachsen sowie Kreisvorstandsmitglied im AfD-Kreisverband Landkreis Leipzig. Er wurde bei seiner Festnahme durch einen Schuss am Kiefer verletzt, nachdem er während der Razzia einen Karabiner ergriffen hatte, worauf Bundespolizisten Warnschüsse abgaben. Anschließend wurde festgestellt, dass Hättasch von einem Projektil im Kieferbereich getroffen worden war, ob von einer Polizeikugel oder einem Geschoss aus seiner eigenen Waffe, ist noch offen. Er wurde in ein Krankenhaus gebracht und operiert, Lebensgefahr bestand nicht. Kurt Hättasch arbeitete beim Landtagsabgeordneten Alexander Wiesner (AfD); nach seiner Festnahme wurde ihm gekündigt. Hättaschs Frau ist die Tochter des ehemaligen Anführers der verbotenen „Skinheads Sächsische Schweiz“ (SSS) und reiste 2019 mit ihm in die Ukraine, um sich mit Vertretern der Brigade Asow zu vernetzen. Auch Kevin Richter und Hans-Georg P. sind Beschuldigte mit Verbindungen zur AfD, wobei Kevin Richter in mehreren Gremien der Stadt Grimma Stellvertreter für AfD-Stadträte ist und zuvor Medienbeauftragter sowie Beauftragter für die Junge Alternative im Kreisverband Leipziger Land der AfD war, während Hans-Georg P. 2021 von der Leipziger AfD in den Stadtbezirksbeirat Ost bestellt wurde. Bei Jörg und Jörn Schimanek handelt es sich um die Söhne des österreichischen Rechtsextremisten Hans Jörg Schimanek jun. der in den 1990er Jahren Mitglied in der Wehrsportübungen abhaltenden österreichischen Neonazi-Kameradschaft „Volkstreue außerparlamentarische Opposition“ (VAPO) war. Jörg Schimanek ist laut Recherchen der Zeit ein gelernter Obstbauer mit Affinität zur Bundeswehr, Jörn Schimanek nahm im Jahr 2024 an einer Neonazidemonstration in Budapest anlässlich des „Tags der Ehre“' teil. Es bestanden Verbindungen zur Kleinstpartei „Der III. Weg“ sowie zu den „Jungen Nationalisten“. Der ehemalige Berliner Finanzsenator und Ex-Unionspolitiker Peter Kurth überwies nach Informationen des Spiegel 100.000 Euro an ein Mitglied der Gruppe. Das Geld wurde verwendet, um eine Immobilie in Grimma zu erwerben, die als Szenetreff dienen sollte. Kurth betont, dass er „nichts von der Gruppe geahnt habe“. Zudem waren mindestens zwei Mitglieder zeitweise bei der Bundeswehr, wurden jedoch entlassen: Kurt Hättasch, weil er die Existenzberechtigung der Bundesrepublik Deutschland leugnete, und Karl K., der nach nur dreieinhalb Monaten Dienst wegen rechtsextremer Äußerungen und dem Verkauf von NSDAP-bezogenen Abzeichen und Gegenständen entlassen wurde; Karl K. war zudem in den NS-Devotionalienhandel des mutmaßlichen Rädelsführers Jörg Schimanek eingebunden, während dessen Bruder sich ebenfalls für den Militärdienst bewarb, jedoch nicht angenommen wurde. Nach Angaben seiner Anwältin wurde Karl K. jedoch nicht aus der Bundeswehr wegen Fehlverhaltens entlassen, sondern machte nach wenigen Monaten seine widerrufliche Verpflichtungserklärung geltend und trat auf eigenen Entschluss hin aus dem Militärdienst aus. Im Februar 2025 wurden polizeiliche Ermittlungen gegen Rene Schimanek, Büroleiter des österreichischen Nationalratspräsidenten Walter Rosenkranz (FPÖ) sowie Onkel von Jörg und Jörn Schimanek, publik. Schimanek war in dem Forsthaus in Langenlois, das der Neonazigruppe als Rückszugsort gedient hätte, hauptwohnsitzgemeldet. Sie haben sich im August 2023
„in Wien mit einer ‚Schlüsselfigur‘ der österreichischen Neonaziszene [– Gottfried Küssel –] getroffen.“ Das Treffen wurde von österreichischen Ermittlern observiert. Anwesend waren drei Söhne der Familie Schimanek, ihre Mutter sowie die Lebensgefährtin von Jörg Schimanek. Gegen den jüngsten Bruder und die Lebensgefährtin von Jörg Schimanek wird ebenfalls ermittelt. Küssel ist der Gründer der VAPO, in der bereits der Vater der Schimaneks aktiv war.

### Reaktionen
Nach der Razzia schloss der AfD-Bundesvorstand laut Alice Weidel die festgenommenen AfD-Mitglieder einstimmig mit sofortiger Wirkung aus der Partei aus. Laut Deutschlandfunk entscheidet über den Ausschluss ein Schiedsgericht; bis dahin sollen die drei unter Terrorismusverdacht stehenden AfD-Mitglieder „von der Ausübung ihrer Mitgliedsrechte ausgeschlossen werden“. Der Vorstand des sächsischen Landesverbands der AfD beschloss am 6. November 2024 einstimmig den Entzug der Mitgliedsrechte, während der Bundesvorstand am gleichen Tag eine Sondertelefonkonferenz zu diesem Thema durchführte.
Der Rechtsextremismusforscher Volkmar Wölk kritisierte die Zurückhaltung der sächsischen Behörden bei dem Einsatz gegen die mutmaßlichen Rechtsterroristen. Bei der Operation seien diese „wenn überhaupt, nur als Hilfskräfte beschäftigt gewesen.“ Wölk und auch der Rechtsextremismusforscher Oliver Decker wiesen auf die Vielzahl von rechtsterroristischen Zellen hin, die in Sachsen bereits aktiv gewesen seien wie zum Beispiel dem NSU, Revolution Chemnitz oder die Gruppe Freital. Decker erklärte außerdem, dass der AfD gelungen sei, was die NPD lange angestrebt habe: Sie habe eine Verbindung zwischen radikalen, gewaltbereiten, rechtsextremen Gruppen und einem bürgerlich-nationalistischen Milieu hergestellt.
Der AfD-Landtagsabgeordnete Jörg Dornau reichte eine Kleine Anfrage zur Festnahme von Kurt Hättasch ein. In der Anfrage fordert Dornau eine vollständige Aufklärung des Vorfalls, bei dem Hättasch bei der Abgabe von Warnschüssen der Polizei verletzt wurde. Dornau betonte, dass ohne umfassende Transparenz der Eindruck entstehen könnte, die Behörden hätten etwas zu verbergen und die Geschichte möglicherweise inszeniert wurde, um der AfD zu schaden. Laut Hättaschs Ehefrau hatte ihr Mann einen Antifa-Überfall vermutet und selbst die Polizei alarmiert.
Auch der Thüringer AfD-Landeschef Björn Höcke stellte die Festnahmen als "inszeniert" dar, nachdem er sich mit der Frau von Kurt Hättasch getroffen hatte.